# マリー・フォン・ハノーファー (1849-1904)
マリー・プリンツェシン・フォン・ハノーファー・ウント・クンバーラント（ドイツ語: Marie Prinzessin von Hannover und Cumberland, 1849年12月2日 - 1904年6月4日）は、ハノーファー王女およびグレートブリテン及びアイルランド王女。

## 生涯
ハノーファー王太子ゲオルク（後のハノーファー王ゲオルク5世）とその妃であったザクセン＝アルテンブルク公女マリー（ヨーゼフの長女）の間の次女（第3子）として生まれた。1866年に父が王位を追われた後も母と一緒にマリエンブルク城に留まっていたが、翌1867年7月にオーストリア＝ハンガリーに亡命し、グムンデンのクンバーラント城に落ち着いた。又従弟にあたるコノート公アーサー（ヴィクトリア女王の三男）との縁談もあったが、実現はしなかった。そのまま独身を通し、母マリー王妃と一緒に暮らした。1904年に母に先立って54歳で亡くなり、クンバーラント城内の霊廟に葬られた。

## 脚注

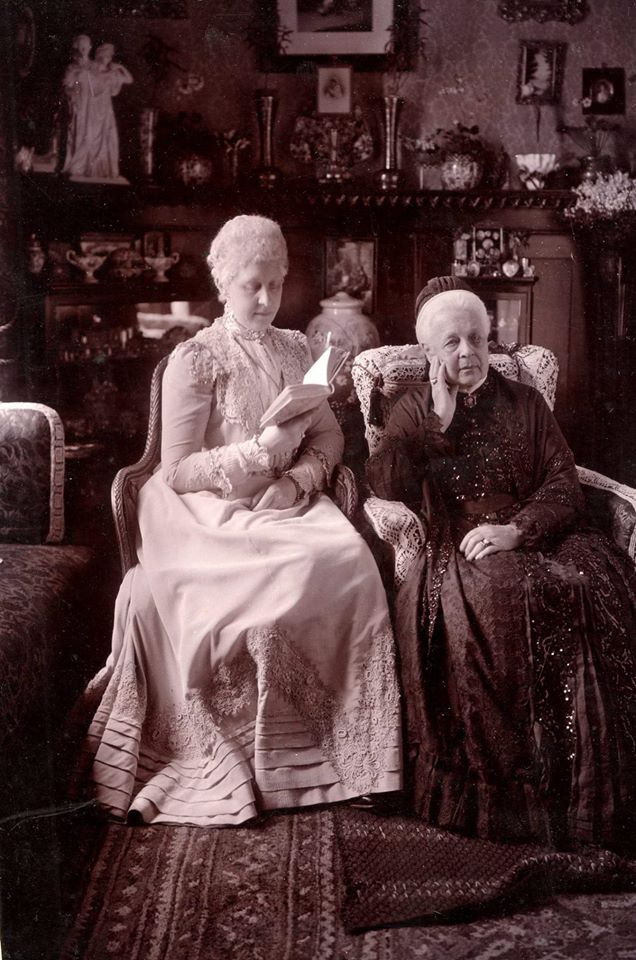
母マリー王妃（右）と（1904年）